# Seznam obcí v Česku, kterým může být obnoven status městyse nebo města
Seznam obcí v Česku, kterým může být obnoven status městyse nebo města zahrnuje obce, které měly v minulosti status města či městyse a kterým může být znovu přiznán zjednodušeným způsobem bez projednání Vládou České republiky.
Článek Seznam bývalých měst v Česku zahrnuje pouze města, včetně těch, kterým již status obnoven byl.

## Seznam obcí
| Název                          | Okres               | Někdejší status |
| ------------------------------ | ------------------- | --------------- |
| Adamov                         | České Budějovice    | město           |
| Andělská Hora                  | Karlovy Vary        | městys          |
| Archlebov                      | Hodonín             | městys          |
| Bánov                          | Uherské Hradiště    | městys          |
| Benešov nad Černou             | Český Krumlov       | město           |
| Bílá Voda                      | Jeseník             | městys          |
| Biskupice-Pulkov               | Třebíč              | městys          |
| Bítov                          | Znojmo              | městys          |
| Blatnice pod Svatým Antonínkem | Hodonín             | městys          |
| Blíževedly                     | Česká Lípa          | městys          |
| Blučina                        | Brno-venkov         | městys          |
| Bošovice                       | Vyškov              | městys          |
| Bouzov                         | Olomouc             | městys          |
| Bozkov                         | Semily              | městys          |
| Branná                         | Šumperk             | město           |
| Brodek u Konice                | Prostějov           | městys          |
| Březno                         | Chomutov            | město           |
| Byšice                         | Mělník              | městys          |
| Čáslavice                      | Třebíč              | městys          |
| Čejč                           | Hodonín             | městys          |
| Čejkovice                      | Hodonín             | městys          |
| Červená Voda                   | Ústí nad Orlicí     | městys          |
| Červené Janovice               | Kutná Hora          | městys          |
| Čestín                         | Kutná Hora          | městys          |
| Číměř                          | Jindřichův Hradec   | městys          |
| Čistá                          | Rakovník            | městys          |
| Dambořice                      | Hodonín             | městys          |
| Dlouhá Loučka                  | Olomouc             | městys          |
| Dolní Dobrouč                  | Ústí nad Orlicí     | městys          |
| Dolní Dunajovice               | Břeclav             | městys          |
| Dolní Dvořiště                 | Český Krumlov       | městys          |
| Dolní Kralovice                | Benešov             | město           |
| Dolní Věstonice                | Břeclav             | městys          |
| Dolní Žandov                   | Cheb                | město           |
| Domašov nad Bystřicí           | Olomouc             | město           |
| Doubrava                       | Karviná             | městys          |
| Držkov                         | Jablonec nad Nisou  | městys          |
| Dvorce                         | Bruntál             | město           |
| Herálec                        | Havlíčkův Brod      | městys          |
| Hnanice                        | Znojmo              | městys          |
| Hora Svatého Šebestiána        | Chomutov            | město           |
| Horní Dunajovice               | Znojmo              | městys          |
| Horní Dvořiště                 | Český Krumlov       | městys          |
| Horní Kounice                  | Znojmo              | městys          |
| Horní Maršov                   | Trutnov             | městys          |
| Horní Město                    | Bruntál             | město           |
| Horní Stropnice                | České Budějovice    | městys          |
| Hořepník                       | Pelhřimov           | město           |
| Hostěradice                    | Znojmo              | městys          |
| Hostim                         | Znojmo              | městys          |
| Hrabyně                        | Opava               | městys          |
| Hrádek                         | Znojmo              | městys          |
| Hroznová Lhota                 | Hodonín             | městys          |
| Huzová                         | Olomouc             | městys          |
| Chlum Svaté Maří               | Sokolov             | městys          |
| Chlumín                        | Mělník              | městys          |
| Chotusice                      | Kutná Hora          | městys          |
| Chvalšiny                      | Český Krumlov       | městys          |
| Jankov                         | Benešov             | městys          |
| Janov nad Nisou                | Jablonec nad Nisou  | město           |
| Jaroslavice                    | Znojmo              | městys          |
| Jenštejn                       | Praha-východ        | městys          |
| Jestřebí                       | Česká Lípa          | městys          |
| Jindřichovice                  | Sokolov             | město           |
| Jiřetín pod Jedlovou           | Děčín               | město           |
| Jiřice u Miroslavi             | Znojmo              | městys          |
| Jívová                         | Olomouc             | městys          |
| Josefův Důl                    | Jablonec nad Nisou  | městys          |
| Kamberk                        | Benešov             | městys          |
| Kamýk nad Vltavou              | Příbram             | městys          |
| Kněžmost                       | Mladá Boleslav      | městys          |
| Kokory                         | Přerov              | městys          |
| Kolešovice                     | Rakovník            | městys          |
| Kořenov                        | Jablonec nad Nisou  | městys          |
| Kosova Hora                    | Příbram             | městys          |
| Krajková                       | Sokolov             | město           |
| Kravaře                        | Česká Lípa          | město           |
| Křenov                         | Svitavy             | městys          |
| Kunžak                         | Jindřichův Hradec   | městys          |
| Kvasice                        | Kroměříž            | městys          |
| Lednice                        | Břeclav             | městys          |
| Lestkov                        | Tachov              | město           |
| Liběšice                       | Litoměřice          | městys          |
| Libina                         | Šumperk             | městys          |
| Lipov                          | Hodonín             | městys          |
| Lipová                         | Děčín               | městys          |
| Loděnice                       | Beroun              | městys          |
| Lochovice                      | Beroun              | městys          |
| Lubenec                        | Louny               | městys          |
| Luštěnice                      | Mladá Boleslav      | městys          |
| Mečeříž                        | Mladá Boleslav      | městys          |
| Měděnec                        | Chomutov            | město           |
| Měnín                          | Brno-venkov         | městys          |
| Merklín                        | Plzeň-jih           | městys          |
| Městečko Trnávka               | Svitavy             | městys          |
| Město Libavá                   | Olomouc             | město           |
| Mikulov                        | Teplice             | město           |
| Mikulovice                     | Jeseník             | městys          |
| Milín                          | Příbram             | městys          |
| Mírov                          | Šumperk             | městys          |
| Místo                          | Chomutov            | městys          |
| Mnichov                        | Cheb                | město           |
| Mochov                         | Praha-východ        | městys          |
| Mutěnice                       | Hodonín             | městys          |
| Mutěnín                        | Domažlice           | městys          |
| Myslibořice                    | Třebíč              | městys          |
| Nadějkov                       | Tábor               | městys          |
| Nečtiny                        | Plzeň-sever         | městys          |
| Nekoř                          | Ústí nad Orlicí     | městys          |
| Nivnice                        | Uherské Hradiště    | městys          |
| Olbramovice                    | Benešov             | městys          |
| Olešnice v Orlických horách    | Rychnov nad Kněžnou | městys          |
| Ondřejov                       | Praha-východ        | městys          |
| Opatov                         | Svitavy             | městys          |
| Orlické Záhoří                 | Rychnov nad Kněžnou | městys          |
| Orlík nad Vltavou              | Písek               | městys          |
| Osoblaha                       | Bruntál             | město           |
| Osová Bítýška                  | Žďár nad Sázavou    | městys          |
| Otaslavice                     | Prostějov           | městys          |
| Palkovice                      | Frýdek-Místek       | městys          |
| Pernink                        | Karlovy Vary        | město           |
| Petrovice                      | Příbram             | městys          |
| Podhradí nad Dyjí              | Znojmo              | městys          |
| Pohled                         | Havlíčkův Brod      | městys          |
| Poleň                          | Klatovy             | městys          |
| Postupice                      | Benešov             | městys          |
| Potštejn                       | Rychnov nad Kněžnou | městys          |
| Pouzdřany                      | Břeclav             | městys          |
| Prameny                        | Cheb                | město           |
| Pravlov                        | Brno-venkov         | městys          |
| Předhradí                      | Chrudim             | městys          |
| Předín                         | Třebíč              | městys          |
| Přerov nad Labem               | Nymburk             | městys          |
| Račice-Pístovice               | Vyškov              | městys          |
| Radonice                       | Chomutov            | město           |
| Ratibořské Hory                | Tábor               | městys          |
| Rouchovany                     | Třebíč              | městys          |
| Roupov                         | Plzeň-jih           | městys          |
| Rožmitál na Šumavě             | Český Krumlov       | městys          |
| Ryžoviště                      | Bruntál             | město           |
| Senožaty                       | Pelhřimov           | městys          |
| Slezské Rudoltice              | Bruntál             | městys          |
| Slup                           | Znojmo              | městys          |
| Smidary                        | Hradec Králové      | město           |
| Staré Hobzí                    | Jindřichův Hradec   | městys          |
| Staré Sedliště                 | Tachov              | městys          |
| Starý Jičín                    | Nový Jičín          | městys          |
| Strachotice                    | Znojmo              | městys          |
| Strachotín                     | Břeclav             | městys          |
| Strání                         | Uherské Hradiště    | městys          |
| Strašice                       | Rokycany            | městys          |
| Stráž nad Nisou                | Liberec             | městys          |
| Strenice                       | Mladá Boleslav      | městys          |
| Střevač                        | Jičín               | městys          |
| Stříbrná Skalice               | Praha-východ        | město           |
| Střílky                        | Kroměříž            | městys          |
| Studená                        | Jindřichův Hradec   | městys          |
| Stvolínky                      | Česká Lípa          | městys          |
| Šafov                          | Znojmo              | městys          |
| Šaratice                       | Vyškov              | městys          |
| Tasov                          | Žďár nad Sázavou    | městys          |
| Tlumačov                       | Zlín                | městys          |
| Tršice                         | Olomouc             | městys          |
| Třebařov                       | Svitavy             | městys          |
| Tvrdonice                      | Břeclav             | městys          |
| Údlice                         | Chomutov            | město           |
| Uherčice                       | Břeclav             | městys          |
| Určice                         | Prostějov           | městys          |
| Útvina                         | Karlovy Vary        | městys          |
| Valeč                          | Karlovy Vary        | městys          |
| Velhartice                     | Klatovy             | městys          |
| Velká nad Veličkou             | Hodonín             | městys          |
| Velké Březno                   | Ústí nad Labem      | městys          |
| Velký Ořechov                  | Zlín                | městys          |
| Vilémov                        | Chomutov            | město           |
| Vlachovice                     | Zlín                | městys          |
| Vlasatice                      | Brno-venkov         | městys          |
| Vlastějovice                   | Kutná Hora          | městys          |
| Vnorovy                        | Hodonín             | městys          |
| Vranovice                      | Brno-venkov         | městys          |
| Záblatí                        | Prachatice          | městys          |
| Zborovice                      | Kroměříž            | městys          |
| Zbraslavice                    | Kutná Hora          | městys          |
| Zdounky                        | Kroměříž            | městys          |
| Žarošice                       | Hodonín             | městys          |
| Žeravice                       | Hodonín             | městys          |
| Žihle                          | Plzeň-sever         | město           |
| Žiželice                       | Kolín               | městys          |
| Žleby                          | Kutná Hora          | městys          |